# Otto-Iivari Meurman
Pour les articles homonymes, voir Meurman.
Otto-Iivari Meurman (né le 4 juin 1890 à Ilmajoki - mort le 19 août 1994 à Helsinki) est un architecte finlandais. 

## Biographie
En 1908, Otto-Iivari Meurman obtient son baccalauréat  et en 1914 son diplôme d'architecte de l'école supérieure technique. 
De  1907 à 1909, il étudie la sculpture à l'Ateneum. 
Meurman fait de nombreux voyages d'étude entre-autres en Scandinavie, en Angleterre, en France, en Italie et en Autriche.  
De 1918 à 1937, Meurman est l'urbaniste le la ville de Viipuri. 
Il a conçu les plans d'urbanisme des villes de Viipuri, Joensuu, Kajaani, Karhula, Riihimäki et de Tornio, de Kauniainen et de Tapiola.
De 1940 à 1959, il est professeur d'urbanisme à l'école supérieure technique.
Son concept de famille nucléaire et de sa place dans la société ont été au centre de ses travaux.
L'association finlandaise des architectes a créé en mémoire de son œuvre le prix Otto-Iivari Meurman (fi).